# میدانک (کرج)
میدانک روستایی از توابع بخش آسارا شهرستان کرج در استان البرز ایران است.

## جمعیت
این روستا در دهستان نسا قرار دارد و براساس سرشماری مرکز آمار ایران در سال ۱۳۹۵، جمعیت آن ۲۸ نفر بوده‌است.

## زبان
اهالی روستا از مردمان تات‌زبان هستند.